# Пудьва
Пудьва — река в России, протекает в Соликамском районе Пермского края. Устье реки находится в 26 км по правому берегу реки Мель. Длина реки составляет 13 км.
Исток реки в предгорьях Северного Урала в 7 км к юго-востоку от посёлка Красный Берег. Река в верховьях течёт на юго-восток, затем поворачивает на юго-запад. Всё течение реки проходит по ненаселённой местности, среди холмов, поросших елово-березовой тайгой. Притоки — Арсеньев Лог (левый), Старушечья (правый). Впадает в Мель у покинутой деревни Пудьва.

## Данные водного реестра
По данным государственного водного реестра России относится к Камскому бассейновому округу, водохозяйственный участок реки — Кама от водомерного поста у села Бондюг до города Березники, речной подбассейн реки — бассейны притоков Камы до впадения Белой. Речной бассейн реки — Кама.
По данным геоинформационной системы водохозяйственного районирования территории РФ, подготовленной Федеральным агентством водных ресурсов:
- Код водного объекта в государственном водном реестре — 10010100212111100005218
- Код по гидрологической изученности (ГИ) — 111100521
- Код бассейна — 10.01.01.002
- Номер тома по ГИ — 11
- Выпуск по ГИ — 1